# Plan de déplacements urbains
 (mai 2011).
Si vous disposez d'ouvrages ou d'articles de référence ou si vous connaissez des sites web de qualité traitant du thème abordé ici, merci de compléter l'article en donnant les références utiles à sa vérifiabilité et en les liant à la section « Notes et références ».
En France, un plan de déplacements urbains est un document de planification défini aux articles L.1214-1 et suivants du Code des transports qui détermine, dans le cadre d’un périmètre de transport urbain (PTU), l’organisation du transport des personnes et des marchandises, la circulation et le stationnement.
Tous les modes de transports sont concernés, ce qui se traduit par la mise en place d’actions en faveur des modes de transports alternatifs à la voiture particulière (VP) : les transports publics (TP), les deux roues, la marche…
Chaque plan de déplacements urbains doit maintenant aussi comporter un volet d'évaluation environnementale. Il est un levier pour les démarches visant à économiser l'énergie et limiter les émissions de gaz à effet de serre (Facteur 4), et peut contribuer à limiter les impacts des déplacements sur la trame verte et bleue.
Depuis la loi d'orientation des mobilités (LOM) n° 2019-1428 du 24 décembre 2019, les plans de déplacements urbains ont été remplacés par les plans de mobilité à compter du 1er janvier 2021.

## Historique
En France, les plans de déplacements urbains (PDU) ont été formalisés pour la première fois dans la loi d’orientation sur les transports intérieurs (LOTI) en 1982. Ils prennent un caractère obligatoire avec la loi sur l'air et l'utilisation rationnelle de l'énergie (LAURE) en 1996. La loi relative à la solidarité et au renouvellement urbains (SRU), votée en décembre 2000, renforce encore le rôle des PDU.
L'élaboration d'un plan de déplacements urbains est obligatoire, dans les périmètres de transports urbains inclus dans les agglomérations de plus de 100 000 habitants ou recoupant celles-ci. Ce plan est établi pour une durée de 5 à 10 ans et doit être révisé en cas de modification du périmètre de transport urbain.
Élaborés par l’autorité organisatrice de la mobilité (AOM, autrefois autorité organisatrice des transports urbains - AOTU), les PDU s’intègrent dans une logique urbaine globale. La loi SRU insiste sur la cohérence territoriale, donc sur l’articulation entre la planification urbaine et les politiques de déplacements. Les documents d’urbanisme doivent désormais tenir compte des conséquences de l’urbanisation sur les trafics et donner la priorité au développement des zones desservies par les transports publics. Les plans locaux d’urbanisme (PLU) doivent être compatibles (au sens juridique du terme) avec les PDU, qui eux-mêmes doivent être compatibles avec les schémas de cohérence territoriaux (SCOT) lorsqu’ils existent.

## Le contenu des plans de déplacements urbains (PDU)
En termes de contenu, les PDU, par un traitement global de la problématique des déplacements, atteignent les objectifs fixés par les lois LOTI, LAURE et SRU d’une part et les objectifs de l’AOTU d’autre part. L’ambition du PDU est d’assurer un équilibre durable entre les besoins de mobilité des habitants et la protection de leur environnement et de leur santé.
Les mesures à mettre en place concernent :
- l’amélioration de la sécurité de tous les déplacements ;
- la diminution du trafic automobile (ou trafic routier) ;
- le développement des transports collectifs et des moyens de déplacements économes et les moins polluants pour l'environnement, notamment l’usage de la bicyclette et la marche à pied ;
- l’aménagement et l’exploitation des réseaux et des voiries d’agglomérations, afin de les rendre plus efficaces, notamment en les partageant entre les différents modes de déplacement et en favorisant la mise en œuvre d’actions d’information sur la circulation ;
- l’organisation du stationnement sur voirie et dans les parcs de stationnement ;
- le transport et la livraison des marchandises, tout en rationalisant les conditions d’approvisionnement de l’agglomération afin de maintenir les activités commerciales et artisanales ;
- la mise en place d’une tarification et d’une billettique intégrées pour l’ensemble des déplacements ;
- l'encouragement pour les entreprises et les collectivités publiques à favoriser le transport de leur personnel, notamment par l'utilisation des transports en commun et du covoiturage, en réalisant un plan de déplacement d'entreprise.

Le plan de déplacements urbains doit faire l’objet d’une évaluation au bout de cinq ans, et sa révision, en cas de modification du PTU, doit intervenir dans un délai maximum de trois ans.

## Hiérarchisation des normes juridiques
La loi Grenelle II de 2010 précise que le PDU fait partie des plans ou documents qui doivent être « s'il y a lieu » juridiquement compatibles avec le document d'orientation et d'objectifs des schémas de cohérence territoriale (SCOT) et les schémas de secteur.
Si le SCOT est approuvé après l'approbation d'un programme local de l'habitat ou d'un plan de déplacements urbains, ces derniers sont, le cas échéant, rendus compatibles dans un délai de trois ans.
Cet article entre en vigueur six mois après la publication de la loi Grenelle II, le cas échéant après son intégration à droit constant dans une nouvelle rédaction du livre Ier du code de l'urbanisme à laquelle il pourra être procédé en application de l'article 25 de la loi Grenelle. « Toutefois, les dispositions antérieurement applicables continuent de s'appliquer lorsqu'un schéma de cohérence territoriale est en cours d'élaboration ou de révision et que le projet de schéma a été arrêté par l'organe délibérant de l'établissement public de coopération intercommunale avant la date prévue à l'alinéa précédent ».

## Évaluation environnementale
La loi impose pour chaque élaboration ou révision d'un PDU d'évaluer la nature et la quantité des GES et autres polluants atmosphériques émis par tous les modes de transports urbains (PTU).
Un décret (9 juin 2016) précise comment évaluer les émissions de gaz à effet de serre et de polluants de l'air dans le cadre du PDU qui est obligatoire pour les agglomérations de plus de 100.000 habitants, et qui est intégré dans le PLU si celui-ci est intercommunal (loi Grenelle 2). Un mode de calcul spécifique a été appliqué à la région Île-de-France. Et si le PLU tient lieu de PDU, il doit faire l'objet de la même évaluation lors de son élaboration et lors de l'analyse des résultats du plan. Tous les PDU faits ou en révision depuis 1er janvier 2017 sont concernés, de même que les PLU en tenant lieu.
Cette évaluation environnementale vaut « pour la situation au moment de sa réalisation ainsi qu'à l'horizon des deux budgets carbone les plus lointains (soit à t + 5 ans ou t + 10 ans environ), selon les mêmes méthodes que pour les plans climat-air-énergie territoriaux [PCAET] ».

## Liste des agglomérations françaises à disposer d'un PDU
La base des PDU et autres plans de déplacements mise à jour par le Cerema et alimentée par les remontées des services de l’État fait état de 99 PDU et plans locaux d'urbanisme intercommunaux tenant lieu de PDU au 1er janvier 2016.
| Ville                                  | Date d'adoption et statut |
| -------------------------------------- | --- |
| Aix-en-Provence                        | 24/06/05, annulation par le Tribunal administratif de Marseille le 15/05/08. Nouveau PDU en cours d'élaboration.                                                                                       |
| Ajaccio                                | 27/03/2019, Adoption du PDU par le Conseil Communautaire |
| Amiens                                 | 22/11/02, en cours de révision |
| Angers                                 | 24/10/2000 |
| Angoulême                              | Projet |
| Annecy                                 | 07/06/01 |
| Annemasse                              | janvier 2014 |
| Antibes (CA Sophia Antipolis)          | 2007 |
| Aubagne                                | mai/juin 2006 |
| Avignon                                | 02/02/01 |
| Baule (La)                             | Pré-diagnostic |
| Bayonne                                | 01/12/04 |
| Beauvais                               | 7 octobre 2010 — En cours d'étude |
| Besançon                               | 06/06/01 Diagnostic |
| Béthune                                | Pré-diagnostic |
| Bordeaux                               | 26/05/00 |
| Brest                                  | 22/03/02 |
| Caen                                   | 07/06/01 |
| Calais                                 | 26/06/03 |
| Cannes                                 | 11/05/04 |
| Chambéry                               | 04/02/04 |
| Chamonix Mont-Blanc (CC Vallée de)     | 07/02/08 |
| Clermont-Ferrand                       | 07/07/11 |
| Dax                                    | en cours de réalisation |
| Dieppe                                 | 24/03/09 |
| Dijon                                  | 27/09/12 |
| Douai                                  | 27/06/02 |
| Dunkerque                              | 11/12/03 |
| Fort-de-France                         | 12/12/03 |
| Givors                                 | Diagnostic |
| Grasse (SILLAGES)                      | 12/06/01 |
| Grenoble                               | 29/05/2000. Annulé par le Tribunal Administratif de Grenoble et/ou la Cour d'Appel Administrative de Lyon le 6/4/2006, le 20/11/2008, le 7/7/2009 et le 14/12/2010. Révisions le 2/7/2007 et en cours. |
| Havre (Le)                             | 18/03/03 |
| Isle d’Abeau (L’)                      | En cours |
| Lens                                   | En cours |
| Lille                                  | 06/00. Révision approuvée le 1/04/2011. |
| Limoges                                | 19/05/03 |
| Lorient                                | 18/05/01 |
| Lyon                                   | 14/10/97. Révision approuvée le 02/06/05 |
| Mans (Le)                              | 05/02/01 |
| Marseille                              | 28/06/13 |
| Martigues                              | En cours |
| Maubeuge                               | En cours |
| Metz                                   | 25/09/00 |
| Montbéliard                            | 23/10/00 |
| Montpellier                            | 23/12/03. Annulé en mai 2007 par le Tribunal Administratif pour non-conformité à la Loi sur l'air et l'utilisation rationnelle de l'énergie.                                                           |
| Mulhouse                               | 16/02/01 |
| Nancy                                  | 07/07/00 |
| Nanterre                               | 20/05/03 |
| Nantes                                 | 20/06/11 |
| Nice                                   | 21/12/00 |
| Nîmes                                  | 23/01/01 |
| Niort                                  | Initié le 25 juin 2001, approuvé le 10 avril 2010. |
| Nœux-les-Mines                         | En cours |
| Orléans                                | 27/04/00. Révisé en 2008. |
| Paris-Île-de-France                    | 15/12/00 |
| Pau                                    | 06/02/04 |
| Perpignan                              | 2007 |
| Pointe-à-Pitre                         | En cours |
| Poitiers                               | 05/02/01 |
| Pompey                                 | En cours |
| Reims                                  | 17/05/01 |
| Rennes                                 | 05/07/07 |
| Rochelle (La)                          | 27/10/00 |
| Rouen                                  | 11/02/00 |
| Saint-Brieuc Saint-Denis de la Réunion | 28/09/2006 12/02/04 |
| Saint-Étienne                          | 16/03/00 |
| Saint-Nazaire                          | 20/06/06 |
| Saint-Pierre de la Réunion             | En cours |
| Salon de Provence                      | 23/03/09 |
| Sète                                   | En cours |
| Strasbourg                             | 07/07/00. En cours de révision |
| Thionville                             | En cours |
| Toulon                                 | 31/01/01 |
| Toulouse                               | 12/06/01. Révisé le 17/10/12. Révisé une deuxième fois le 07/02/18. |
| Tours                                  | 25/06/03 |
| Troyes                                 | 26/06/00 |
| Valence                                | 20/06/02. Révision approuvée le 10/02/16. |
| Valenciennes                           | 21/02/01 |
| Vienne                                 | Octobre 2003. En cours de révision |